# مرقد نوح الكاظم
مرقد نوح الكاظم (بالفارسية: آرامگاه امامزاده نوح بن موسی بن جعفر) هو مرقد شيعي تاريخي يعود إلى السلالة الصفوية والقاجاريون، ويقع في مقاطعة ساوة.